# Brandon Q. Morris
Brandon Q. Morris, seudónimo de Matthias Matting, nacido el 26 de agosto de 1966 en Luckenwalde (Alemania del Este), es un escritor alemán de ciencia ficción dura.

## Vida
Después de completar sus estudios de física en la Universidad Técnica de Dresde, Matting se convirtió en editor en una editorial especializada de revistas de informática en Múnich.
En los años siguientes trabajó, entre otras cosas, como editor de Computer Bild, Wirtschaftswoche, Focus y Heise-Verlag. Además, publicó regularmente libros especializados en diversos temas técnicos, así como varias novelas de ficción.
Matting también operaba en portales web para autoeditores y ofrecía seminarios para autores.
De febrero de 2015 a diciembre de 2017 fue presidente de la junta directiva de la Asociación Alemana de Autoeditores, de la que fue cofundador.
Bajo el seudónimo, Brandon Q. Morris, también ha sido escritor de ciencia ficción desde 2017.

## Premios
- En 2011 Matthias Matting fue uno de los primeros ganadores del derneuebuchpreis.de (dnbp), dotado con un total de 20.000 euros, en la categoría de no ficción por Viajar a Fukushima.[3][4]
- Premio Skoutz 2019 en la categoría de Ciencia Ficción junto a Cliff Allister por la novela Helium-3.[5]
- Fantastik-Literaturpreis Seraph 2020 - nominación a la lista larga como "Mejor título independiente" por la novela Das Triton-Desaster.[6]

## Publicaciones (En Español)
- Luna Helada
  - La misión Encélado (2017)
  - La sonda Titán (2018)
  - Encuentro en Ío (2018)
  - Regreso a Encélado (2018)
  - La catástrofe de Júpiter (2018)

- Luna Helada II
  - El agujero (2018)
  - Silent Sun (2018)
  - La grieta (2021)
  - La nubes de Venus (2021)
  - Desastre en Tritón (2020)
  - La fuente oscura (2021)
  - Debacle en Plutón (2023)
  - El faro (2022)
  - Desengaño en Urano (2023)
- Nación de Marte
  - Nación de Marte: Parte 1 (2020)
  - Nación de Marte: Parte 2 (2021)
  - Nación de Marte: Parte 3 (2021)
- Trilogía de Próxima
  - El ascenso de Próxima (2020)
  - El ocaso de Próxima (2020)
  - El sueño de Próxima (2021)
- Archivos de Próxima
  - Los hijos de Marchenko (2022)
  - Hacia la oscuridad (2022)
  - Hacia la luz (2022)
  - Escape (2022)
  - Evolución (2022)
  - Olom (2022)
  - Hacia la Tierra (2022)
- Anfitrite
  - Anfitrite 1: El Planeta Negro (2021)
  - Anfitrite 2: El Planeta Negro (2021)
  - Anfitrite 3: El Planeta Negro (2021)
- Trilogía Big Rip
  - La muerte del universo (2021)
  - La muerte del universo: Reino Fantasma (2022)
  - La muerte del universo: Renacimiento (2022)
- El Gran Viaje
  - Andrómeda: el Encuentro (2021)
  - Andrómeda: la Estancia (2022)
  - Andrómeda: la Llegada (2022)
- HELIO-3
  - Helio-3 - Batalla por el futuro(2022)
- El artefacto intemporal
  - Möbius: El Artefacto Intemporal (2023)
  -  Möbius 2: El Artefacto Intemporal (2023)
  - Möbius 3: El Artefacto Intemporal (2023)
- Impacto
  - Impacto Titan(2023)
  - Impacto Tierra(2023)
- La fragua Cósmica
  - La fragua de Dios(2023)
  - El bastión de Dios(2023)
  - La espada de Dios(2024)
  - La ira de Dios(2024)
- El muro
  - El muro: el día eterno (2024)
- La cosmonauta
  - La última cosmonauta (2024)
- Krill
  - El enigma del krill (2024)
- La perturbación
  - La perturbación (2024)
  - La perturbación: la respuesta (2024)
  - La perturbación: la verdad (2024)
- Luna perdida: Eclipse lunar (2024)
- Trilogía El Portal a Xibalbá
  - El portal (2024)
  - El portal 2 (2025)
  - El portal 3 (2025)
- Trilogía Taquión
  - Taquión: El arma (2025)
  - Taquión: La nave (2025)
  - Taquión: El planeta (2025)